# Tingo Maria nationalpark
Tingo Maria nationalpark är belägen i departementet Huánuco, i Peru. 
Nationalparken är 4 777 hektar stor och inrättades i maj 1965. En stor sevärdhet i nationalparken är Ugglegrottan (spanska: Cueva de las Lechuzas) där oljefåglarna häckar.